# 厚岸町太田屯田開拓記念館
厚岸町太田屯田開拓記念館（あっけしちょうおおたとんでんかいたくきねんかん）は、1991年(平成3年)5月に厚岸町が太田屯田兵の入植100年を記念して、設置した施設である。屯田兵制度の移り変わり、最後の士族屯田の村などをテーマに展示している。1955年に分割して厚岸町と標茶町に編入合併した旧厚岸郡太田村の開拓資料を保管展示する。
記念館の所在地（厚岸町太田5の通り23番地1）は旧太田村の中心地である。

## 開館時間など
開館は、9:00から16:00まで。
毎週月曜日、祝祭日の翌日、11月16日 - 翌４月15日は閉館。

## 近隣の施設
- 標茶町立太田小学校
- 標茶町立太田中学校
- 釧路太田郵便局
- 釧路太田農業協同組合本所